# Флаги Ненецкого автономного округа
Список флагов муниципальных образований Ненецкого автономного округа Российской Федерации.
На 1 января 2016 года в Ненецком автономном округе насчитывалось 21 муниципальное образование — 1 городской округ, 1 муниципальный район, 1 городское поселение и 18 сельских поселений.

## Флаги городского округа, муниципального района и городского поселения
| Флаг | Наименование                                                                      | Дата утверждения            | Номер в ГГР |
| ---- | --------------------------------------------------------------------------------- | --------------------------- | ----------- |
|      | Флаг муниципального образования «Городской округ „Город Нарьян-Мар“»              | 31 мая 2001 24 октября 2012 | 763         |
|      | Флаг муниципального образования «Муниципальный район „Заполярный район“»          | 29 мая 2008                 | 4132        |
|      | Флаг муниципального образования «Городское поселение „Рабочий посёлок Искателей“» | 26 июня 2012                | 7956        |

## Флаги сельских поселений
| Флаг | Наименование                                               | Дата утверждения | Номер в ГГР |
| ---- | ---------------------------------------------------------- | ---------------- | ----------- |
|      | Флаг муниципального образования «Посёлок Амдерма»          | 6 декабря 2016   | 11231       |
|      | Флаг муниципального образования «Андегский сельсовет»      | 10 апреля 2013   | 8376        |
|      | Флаг муниципального образования «Великовисочный сельсовет» | 16 апреля 2012   | 7791        |
|      | Флаг муниципального образования «Канинский сельсовет»      | 2 февраля 2010   | 6017        |
|      | Флаг муниципального образования «Карский сельсовет»        | 16 октября 2009  | 5867        |
|      | Флаг муниципального образования «Колгуевский сельсовет»    | 29 августа 2013  | 8643        |
|      | Флаг муниципального образования «Коткинский сельсовет»     | 31 августа 2015  | 10554       |
|      | Флаг муниципального образования «Малоземельский сельсовет» | 2 марта 2011     | 6725        |
|      | Флаг муниципального образования «Омский сельсовет»         | 3 сентября 2010  | 6537        |

| Флаг | Наименование                                                  | Дата утверждения | Номер в ГГР |
| ---- | ------------------------------------------------------------- | ---------------- | ----------- |
|      | Флаг муниципального образования «Пешский сельсовет»           | 30 ноября 2009   | 5863        |
|      | Флаг муниципального образования «Приморско-Куйский сельсовет» | 26 мая 2010      | 6347        |
|      | Флаг муниципального образования «Пустозерский сельсовет»      | 28 июня 2006     | 2498        |
|      | Флаг муниципального образования «Тельвисочный сельсовет»      | 23 декабря 2004  | 1792        |
|      | Флаг муниципального образования «Тиманский сельсовет»         | 28 декабря 2009  | 5865        |
|      | Флаг муниципального образования «Хорей-Верский сельсовет»     | 14 октября 2009  | 5770        |
|      | Флаг муниципального образования «Хоседа-Хардский сельсовет»   | 16 ноября 2009   | 5772        |
|      | Флаг муниципального образования «Шоинский сельсовет»          | 28 мая 2010      | 6345        |
|      | Флаг муниципального образования «Юшарский сельсовет»          | 30 сентября 2009 | 5754        |

## Упразднённые флаги
| Флаг | Наименование                                          | Дата утверждения | Дата отмены     |
| ---- | ----------------------------------------------------- | ---------------- | --------------- |
|      | Флаг муниципального образования «Тиманский сельсовет» | 15 января 2008   | 28 декабря 2009 |